# Mario Perniola
Mario Perniola, född 20 maj 1941 i Asti i Piemonte, död 9 januari 2018 i Rom, var en italiensk filosof, författare och professor i estetik. Tillsammans med Anna Camaiti Hostert grundade han år 1999 tidskriften Agalma: Rivista di Studi Culturali e di Estetica.

## Biografi
Mario Perniola föddes i Asti år 1941. I sin doktorsavhandling Il metaromanzo från 1966 driver han tesen att moderna romaner, bland annat av Henry James och Samuel Beckett, refererar till sig själva. År 1976 blev Perniola professor vid Salernos universitet och senare vid Università degli studi di Roma Tor Vergata.